# Palazzo Azm
Il Palazzo Azm (in arabo قصر العظم‎?, Qaṣr al-ʿAẓm, spesso chiamato "Palazzo Azem") è un palazzo aristocratico di Damasco, in Siria.
Oggi è sede del Museo di Arti e Tradizioni Popolari

## Storia e descrizione

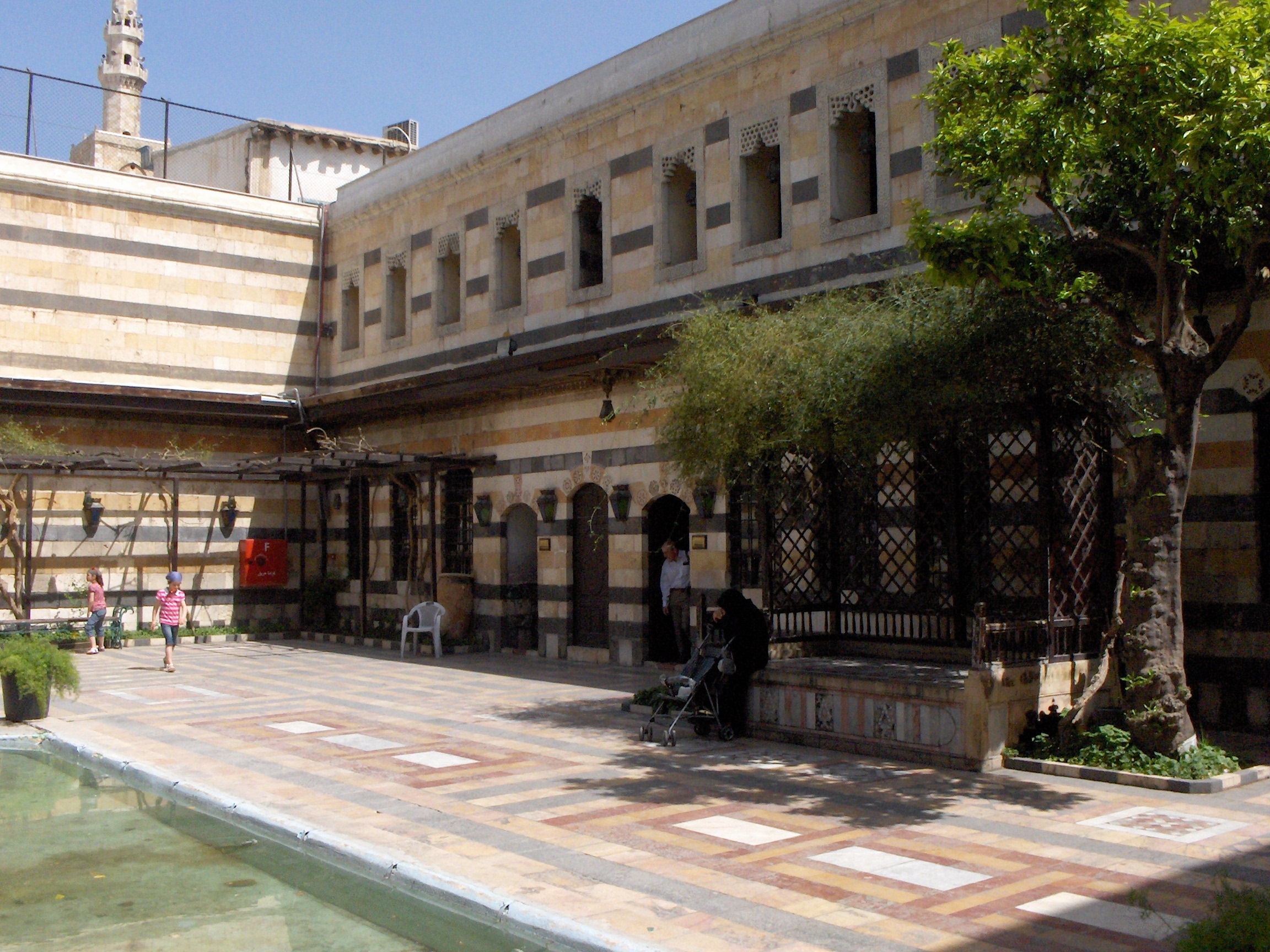
Cortile del palazzo Azm riservato alle donne

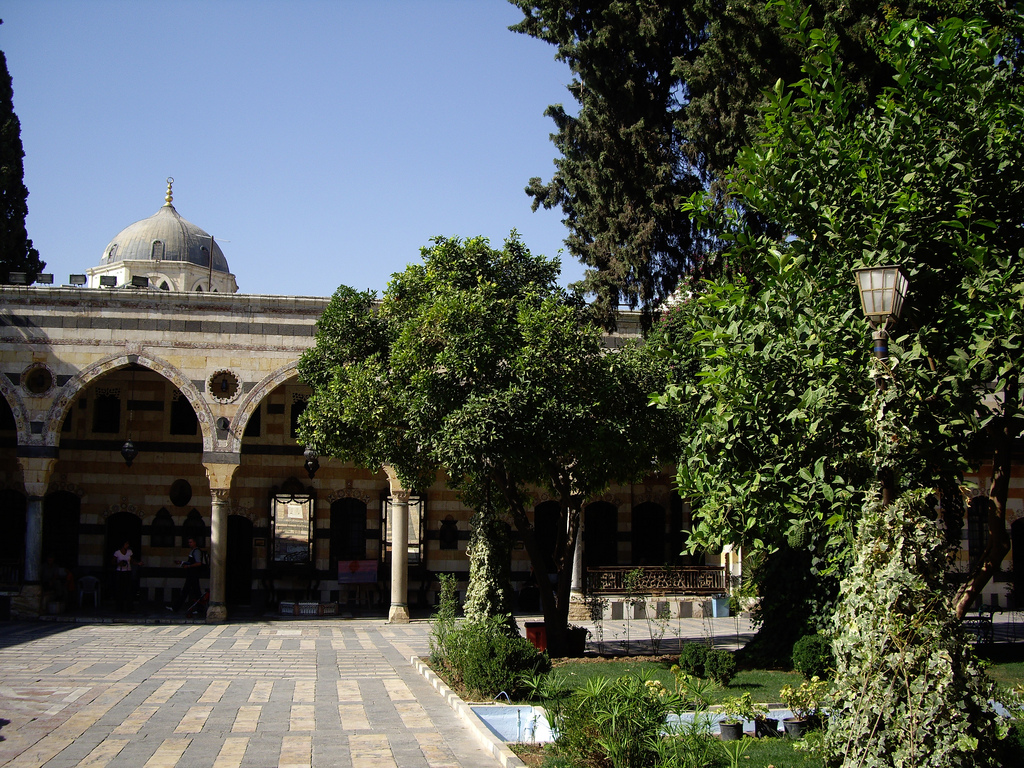

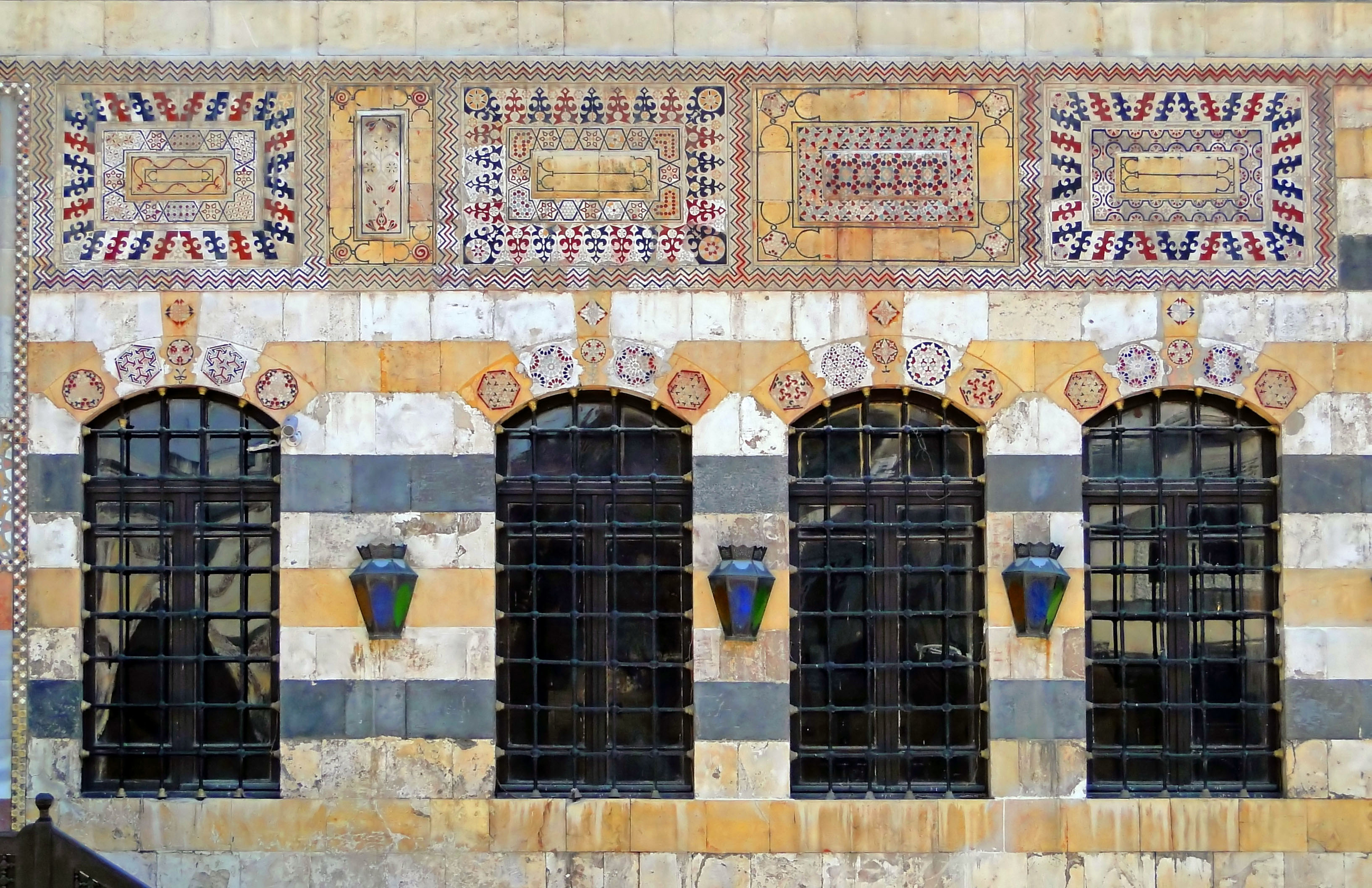
Particolare delle facciate.

Venne costruito tra il 1749 e il 1752, come residenza per il governatore ottomano della città, As'ad Pascià al-Azm, della famiglia al-Azm che diede cinque governatori a Damasco, tra i 1725 ed il 1806.
L'architettura è un eccellente esempio di abitazione tradizionale damascena secondo lo stile ottomano. La struttura stessa consiste di numerosi edifici e due ali: l'harem e il salamlik. L'harem è l'ala abitativa familiare, spazio privato per gli abitanti (originariamente la famiglia Azm). Questa ala, decorata di marmo a fasce policrome che richiamano la pavimentazione dei cortili, arricchita da portici e fontane e ombreggiato da piante di limoni, include la cucina, i quartieri dei servitori e i bagni, che sono una replica dei bagni pubblici (hammam ) della città, sia pure su scala ridotta. Il salamlik è l'ala per gli ospiti, anch'essa decorata di marmo a fasce policrome, comprende saloni di rappresentanza, aree di ricevimento e ampi cortili con le tradizionali fontane a cascatella.
Per la costruzione del Palazzo sono stati impiegati vari tipi di pietre, incluse il calcare, l'arenaria, il basalto e il marmo. Ciò ha garantito un'apparenza decorativa naturale alla struttura, in cui i soffitti sono decorati con pannelli di legno dipinti e raffiguranti scene naturali.
Nel 1925, il Palazzo Azm è stato pesantemente danneggiato dall'artiglieria mandataria francese ed anche incendiato, nel corso della Grande Rivoluzione Siriana.
Nel 1930 ne prese possesso l'istituto Francese, che lo restituì alla famiglia Azm al momento dell'indipendenza della Siria.
Nel 1951, il palazzo fu acquistato dal governo siriano che in seguito lo restaurò e tre anni dopo inaugurò il Museo di Arti e tradizioni popolari, con arredi del XVIII e XIX secolo.
Ha ricevuto nel 1983 l’Aga Khan Award for Architecture.

## Galleria d'immagini

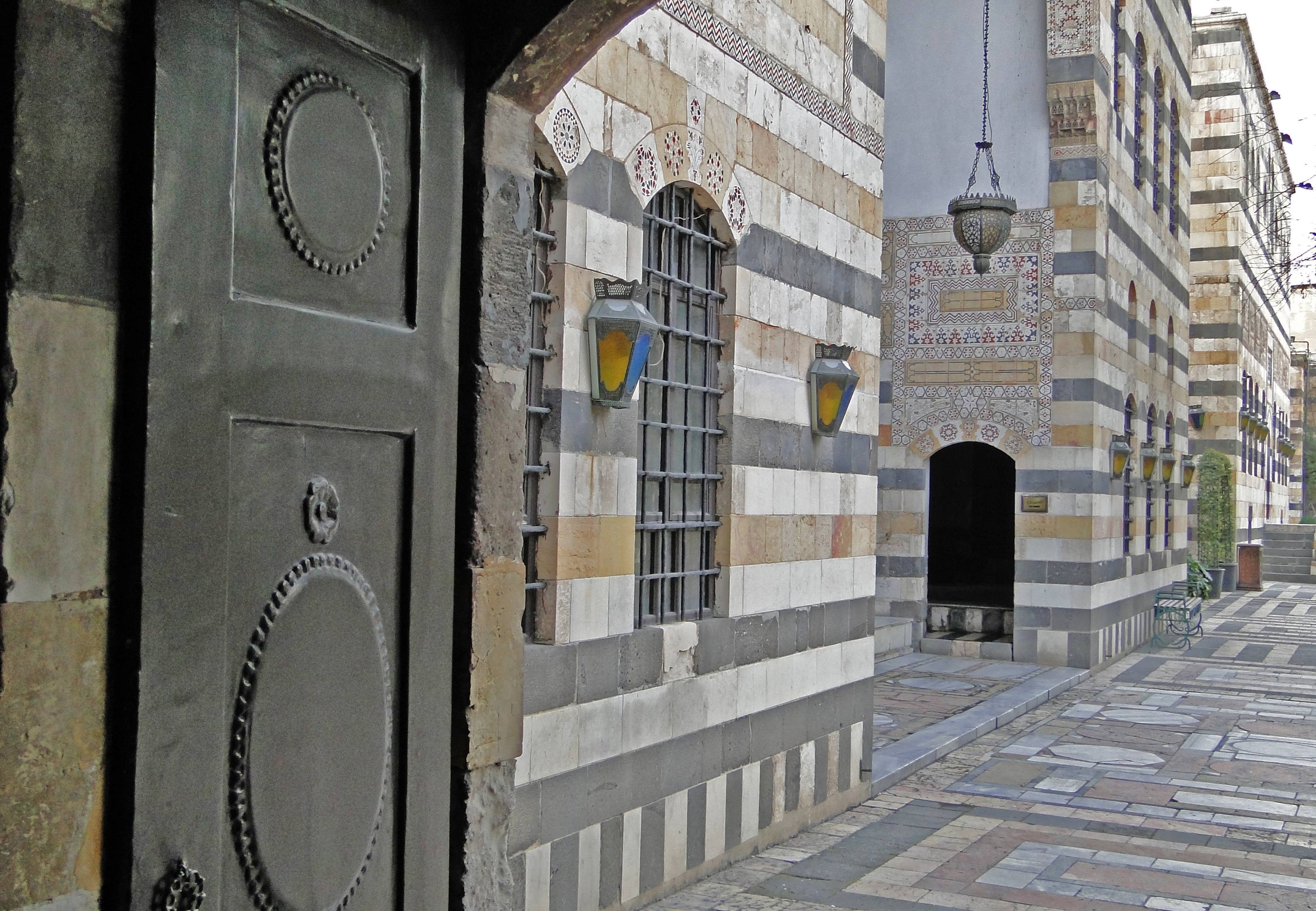
L'ingresso al cortile
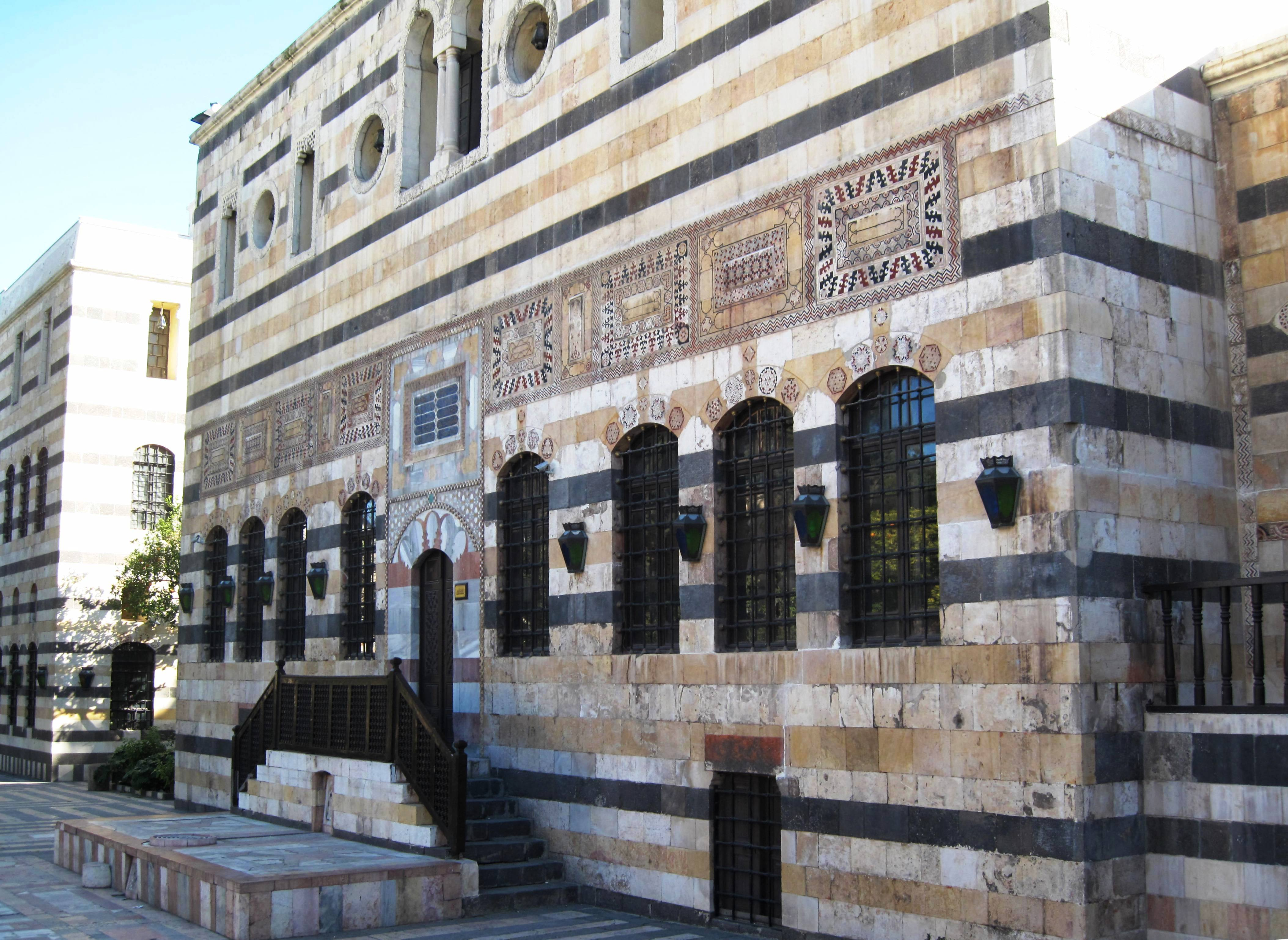
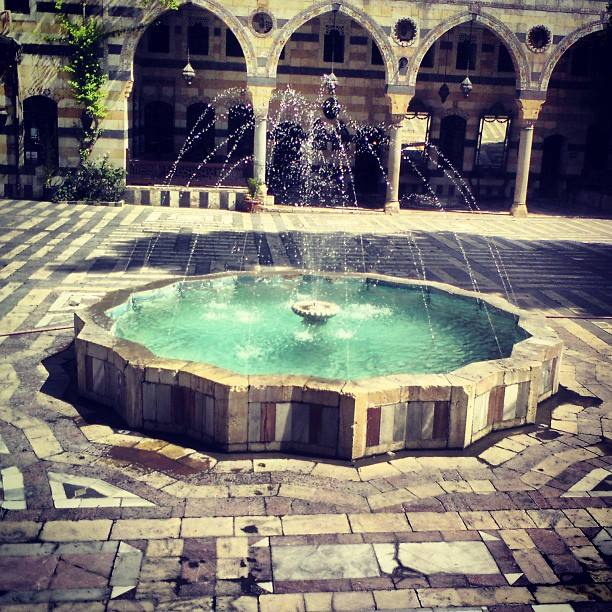
Fontana del palazzo Azm
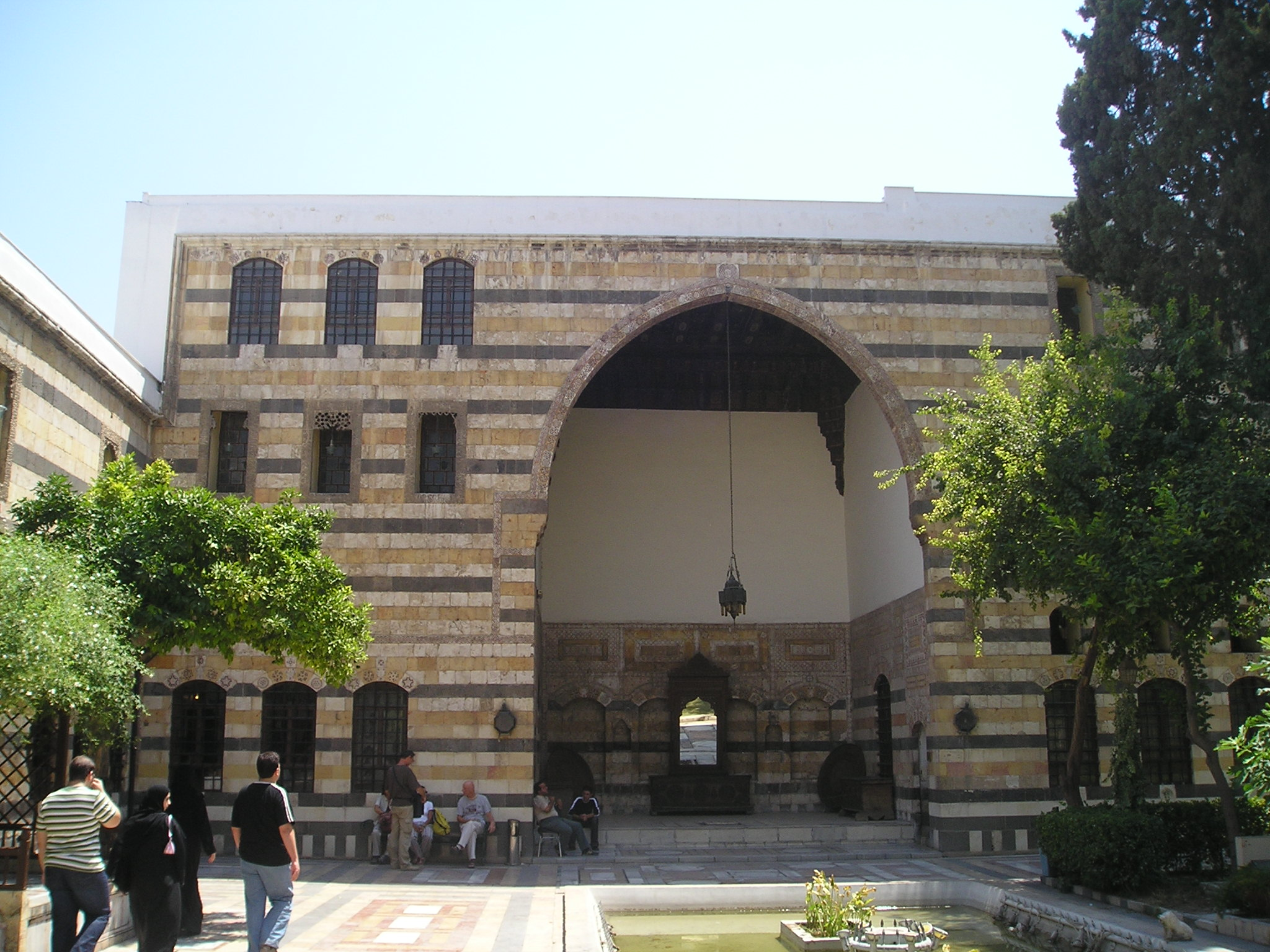
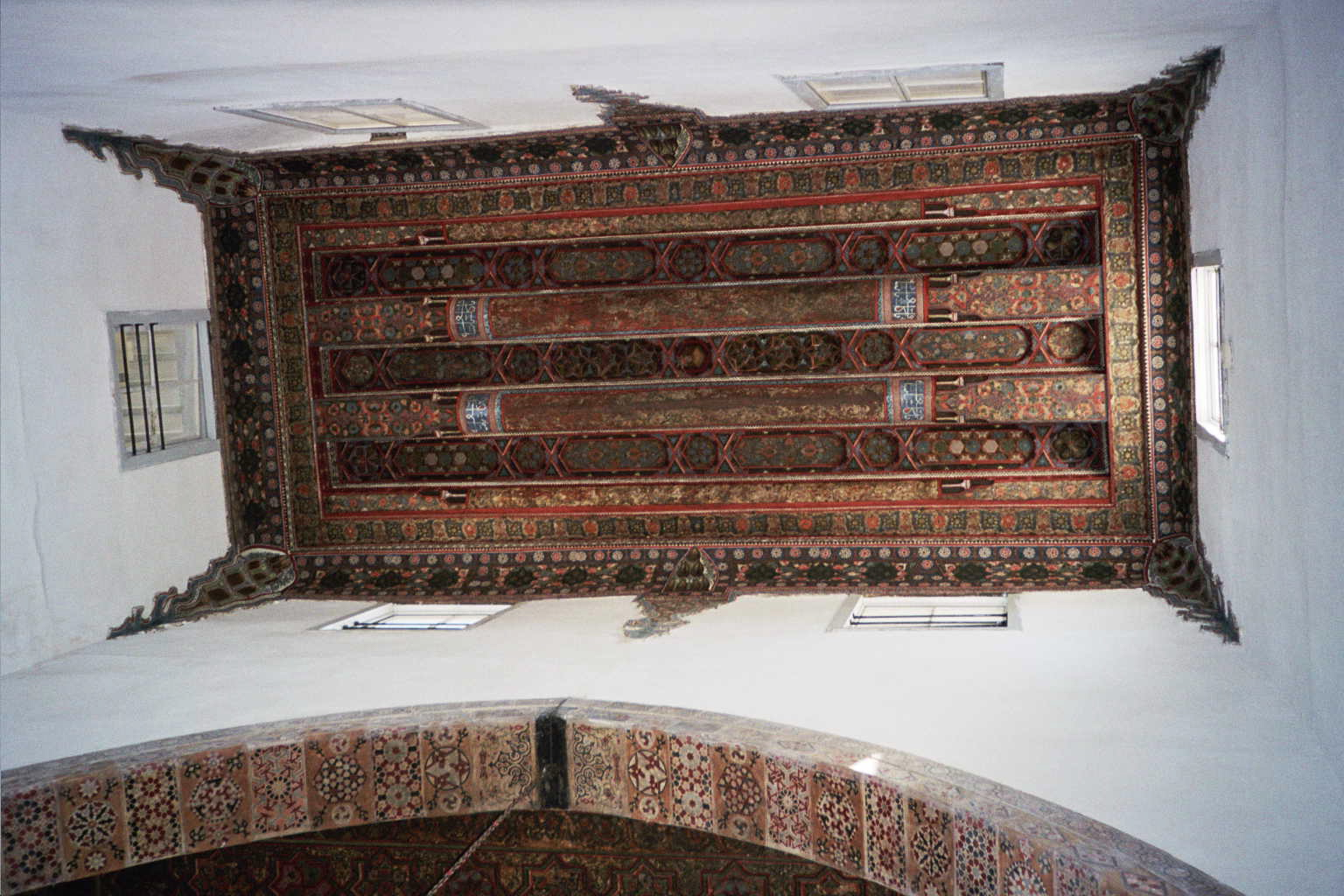
Palazzo Azm (particolare degli interni)